# Copa América 1991/Spiele
Dieser Artikel umfasst die Spiele der Copa América 1991 mit allen statistischen Details. Die Kader der acht beteiligten Nationalmannschaften finden sich unter Copa América 1991/Kader.

## Gruppenphase

### Gruppe A

#### Chile – Venezuela 2:0 (2:0)
| Chile                                                         | Chile | Venezuela | Venezuela |
| ------------------------------------------------------------- | --- | --- | --------- |
| Chile                                                         | \| 6. Juli 1991 in Santiago de Chile (Estadio Nacional de Chile) \| \| Zuschauer: 42.779 \| \| Schiedsrichter: Armando Pérez Hoyos ( Kolumbien) \|                                                                                              | \| 6. Juli 1991 in Santiago de Chile (Estadio Nacional de Chile) \| \| Zuschauer: 42.779 \| \| Schiedsrichter: Armando Pérez Hoyos ( Kolumbien) \| | Venezuela |
| Chile                                                         | Patricio Toledo – Gabriel Mendoza, Lizardo Garrido, Eduardo Vilches, Rodrigo Gómez – Nelson Parraguez, Rubén Espinoza, Jaime Pizarro, Jorge Contreras 67. – Hugo Rubio, Iván Zamorano Reserve Jaime Vera 67. Cheftrainer: Arturo Salah ( Chile) | Franco Fasciana – William Pacheco, César Marcano, José Jiménez, Miguel Echenausi – Laureano Jaimes, Roberto Cavallo, Carlos Maldonado, Pedro Gallardo 58. – Ildemaro Fernández 80., Stalin Rivas Reserve Carlos Castro 58., Otilio Yantis 80. Cheftrainer: Víctor Pignanelli ( Uruguay) | Venezuela |
| Chile                                                         | 1:0 Rubio (22.) 2:0 Zamorano (34.) | | Venezuela |
| Chile                                                         | Espinoza (88.) | | Venezuela |
| 6. Juli 1991 in Santiago de Chile (Estadio Nacional de Chile) | | |           |
| Zuschauer: 42.779                                             | | |           |
| Schiedsrichter: Armando Pérez Hoyos ( Kolumbien)              | | |           |

#### Paraguay – Peru 1:0 (1:0)
| Paraguay                                                      | Paraguay | Peru | Peru |
| ------------------------------------------------------------- | --- | --- | ---- |
| Paraguay                                                      | \| 6. Juli 1991 in Santiago de Chile (Estadio Nacional de Chile) \| \| Zuschauer: 42.779 \| \| Schiedsrichter: René Ortubé ( Bolivien) \| | \| 6. Juli 1991 in Santiago de Chile (Estadio Nacional de Chile) \| \| Zuschauer: 42.779 \| \| Schiedsrichter: René Ortubé ( Bolivien) \| | Peru |
| Paraguay                                                      | José Chilavert – Justo Jacquet, Blas Cristaldo, Catalino Rivarola, Silvio Suárez – Felipe Peralta, Luis Monzón, Carlos Guirland 88., Vidal Sanabria – Gustavo Neffa 69., Gabriel González Reserve Estanislao Struway 69., Víctor Genes 88. Cheftrainer: Carlos Kiese ( Paraguay) | Jesús Purizaga – Ricardo Bravo, José del Solar, Jorge Arteaga, Percy Olivares – Álvaro Barco, Martín Rodríguez, César Rodríguez 45., Alfonso Yañez – Roberto Martínez, Jorge Hirano Reserve Flavio Maestri 45. Cheftrainer: Miguel Company ( Peru) | Peru |
| Paraguay                                                      | 1:0 Monzón (21.) | | Peru |
| 6. Juli 1991 in Santiago de Chile (Estadio Nacional de Chile) | | |      |
| Zuschauer: 42.779                                             | | |      |
| Schiedsrichter: René Ortubé ( Bolivien)                       | | |      |

#### Chile – Peru 4:2 (1:0)
| Chile                                          | Chile | Peru | Peru |
| ---------------------------------------------- | --- | --- | ---- |
| Chile                                          | \| 8. Juli 1991 in Concepción (Estadio de Collao) \| \| Zuschauer: 18.798 \| \| Schiedsrichter: Ernesto Filippi ( Uruguay) \| | \| 8. Juli 1991 in Concepción (Estadio de Collao) \| \| Zuschauer: 18.798 \| \| Schiedsrichter: Ernesto Filippi ( Uruguay) \| | Peru |
| Chile                                          | Patricio Toledo – Gabriel Mendoza, Lizardo Garrido, Javier Margas, Eduardo Vilches – Nelson Parraguez, Jaime Pizarro 83., Jorge Contreras, Fabián Estay – Iván Zamorano, Hugo Rubio 57. Reserve Patricio Yáñez 57., Miguel Ramírez 83. Cheftrainer: Arturo Salah ( Chile) | Jesús Purizaga – Ricardo Bravo, José del Solar, Jorge Arteaga, Percy Olivares – Álvaro Barco, Martín Rodríguez, Eugenio La Rosa, Jorge Hirano – Flavio Maestri 80., Alfonso Yañez Reserve César Rodríguez 80. Cheftrainer: Miguel Company ( Peru) | Peru |
| Chile                                          | 1:0 Rubio (16.) 2:0 Contreras (51., Eigentor) 3:1 Zamorano (61.) 4:2 Zamorano (74.) | 2:1 Maestri (59.) 3:2 del Solar (71.) | Peru |
| 8. Juli 1991 in Concepción (Estadio de Collao) | | |      |
| Zuschauer: 18.798                              | | |      |
| Schiedsrichter: Ernesto Filippi ( Uruguay)     | | |      |

#### Argentinien – Venezuela 3:0 (2:0)
| Argentinien                                                   | Argentinien | Venezuela | Venezuela |
| ------------------------------------------------------------- | --- | --- | --------- |
| Argentinien                                                   | \| 8. Juli 1991 in Santiago de Chile (Estadio Nacional de Chile) \| \| Zuschauer: 10.000 \| \| Schiedsrichter: Milton Villavicencio ( Ecuador) \| | \| 8. Juli 1991 in Santiago de Chile (Estadio Nacional de Chile) \| \| Zuschauer: 10.000 \| \| Schiedsrichter: Milton Villavicencio ( Ecuador) \| | Venezuela |
| Argentinien                                                   | Sergio Goycochea – Fabián Basualdo, Sergio Vázquez, Oscar Ruggeri, Néstor Craviotto – Leonardo Astrada, Diego Simeone, Darío Franco, Diego Latorre 79. – Gabriel Batistuta, Claudio Caniggia 85. Reserve Leonardo Rodríguez 79., Claudio García 85. Cheftrainer: Alfio Basile ( Argentinien) | Franco Fasciana – William Pacheco, César Marcano, José Jiménez, Miguel Echenausi – Laureano Jaimes, Roberto Cavallo, Otilio Yantis, Carlos Maldonado 74. – Ildemaro Fernández 74., Stalin Rivas Reserve Pedro Gallardo 47., Carlos Castro 74. Cheftrainer: Víctor Pignanelli ( Uruguay) | Venezuela |
| Argentinien                                                   | 1:0 Batistuta (28.) 2:0 Caniggia (43.) 3:0 Batistuta (50., Eigentor) | | Venezuela |
| 8. Juli 1991 in Santiago de Chile (Estadio Nacional de Chile) | | |           |
| Zuschauer: 10.000                                             | | |           |
| Schiedsrichter: Milton Villavicencio ( Ecuador)               | | |           |

#### Paraguay – Venezuela 5:0 (2:0)
| Paraguay                                                       | Paraguay | Venezuela | Venezuela |
| -------------------------------------------------------------- | --- | --- | --------- |
| Paraguay                                                       | \| 10. Juli 1991 in Santiago de Chile (Estadio Nacional de Chile) \| \| Zuschauer: 68.215 \| \| Schiedsrichter: Juan José Torres ( Kolumbien) \| | \| 10. Juli 1991 in Santiago de Chile (Estadio Nacional de Chile) \| \| Zuschauer: 68.215 \| \| Schiedsrichter: Juan José Torres ( Kolumbien) \| | Venezuela |
| Paraguay                                                       | José Chilavert – Silvio Suárez, Blas Cristaldo, Catalino Rivarola, Justo Jacquet – Felipe Peralta 76., Carlos Guirland, Vidal Sanabria, Luis Monzón – Gustavo Neffa, Gabriel González 86. Reserve Miguel Sanabria 76., José Cardozo 86. Cheftrainer: Carlos Kiese ( Paraguay) | Franco Fasciana – William Pacheco, César Marcano, José Jiménez, Miguel Echenausi – Laureano Jaimes, Roberto Cavallo, Carlos Maldonado, Carlos Castro 46. – Pedro Gallardo 56., Stalin Rivas Reserve Alexander Bottini 46., Otilio Yantis 56. Cheftrainer: Víctor Pignanelli ( Uruguay) | Venezuela |
| Paraguay                                                       | 1:0 Neffa (34.) 2:0 Guirland (38.) 3:0 Monzón (75.) 4:0 V. Sanabria (81.) 5:0 Monzón (87., Eigentor) | | Venezuela |
| 10. Juli 1991 in Santiago de Chile (Estadio Nacional de Chile) | | |           |
| Zuschauer: 68.215                                              | | |           |
| Schiedsrichter: Juan José Torres ( Kolumbien)                  | | |           |

#### Argentinien – Chile 1:0 (0:0)
| Argentinien                                                    | Argentinien | Chile | Chile |
| -------------------------------------------------------------- | --- | --- | ----- |
| Argentinien                                                    | \| 10. Juli 1991 in Santiago de Chile (Estadio Nacional de Chile) \| \| Zuschauer: 68.215 \| \| Schiedsrichter: José Roberto Wright ( Brasilien) \| | \| 10. Juli 1991 in Santiago de Chile (Estadio Nacional de Chile) \| \| Zuschauer: 68.215 \| \| Schiedsrichter: José Roberto Wright ( Brasilien) \| | Chile |
| Argentinien                                                    | Sergio Goycochea – Fabián Basualdo, Sergio Vázquez, Oscar Ruggeri, Néstor Craviotto – Diego Simeone, Leonardo Astrada, Darío Franco, Diego Latorre 45. – Gabriel Batistuta, Claudio Caniggia Reserve Leonardo Rodríguez 45. Cheftrainer: Alfio Basile ( Argentinien) | Patricio Toledo – Gabriel Mendoza, Lizardo Garrido, Eduardo Vilches, Javier Margas – Nelson Parraguez 18., Jaime Pizarro, Jorge Contreras, Fabián Estay – Iván Zamorano, Hugo Rubio Reserve Miguel Ramírez 18., Patricio Yáñez 59. Cheftrainer: Arturo Salah ( Chile) | Chile |
| Argentinien                                                    | 1:0 Batistuta (81.) | | Chile |
| 10. Juli 1991 in Santiago de Chile (Estadio Nacional de Chile) | | |       |
| Zuschauer: 68.215                                              | | |       |
| Schiedsrichter: José Roberto Wright ( Brasilien)               | | |       |

#### Peru – Venezuela 5:1 (2:1)
| Peru                                                           | Peru | Venezuela | Venezuela |
| -------------------------------------------------------------- | --- | --- | --------- |
| Peru                                                           | \| 12. Juli 1991 in Santiago de Chile (Estadio Nacional de Chile) \| \| Zuschauer: 3.000 \| \| Schiedsrichter: Armando Pérez Hoyos ( Kolumbien) \| | \| 12. Juli 1991 in Santiago de Chile (Estadio Nacional de Chile) \| \| Zuschauer: 3.000 \| \| Schiedsrichter: Armando Pérez Hoyos ( Kolumbien) \| | Venezuela |
| Peru                                                           | Jesús Purizaga – Ricardo Bravo, José del Solar, Jorge Arteaga, Percy Olivares 26. – Álvaro Barco, Martín Rodríguez, Alfonso Yañez, César Rodríguez 60. – Eugenio La Rosa, Jorge Hirano Reserve Octavio Vidales 26., Roberto Martínez 60. Cheftrainer: Miguel Company ( Peru) | Franco Fasciana – William Pacheco, Andrés Paz, José Jiménez, Miguel Echenausi – José Flores, Laureano Jaimes, Roberto Cavallo, Carlos Maldonado – Otilio Yantis 46., Stalin Rivas 37. Reserve Robert Rodallega 37., Pedro Gallardo 46. Cheftrainer: Víctor Pignanelli ( Uruguay) | Venezuela |
| Peru                                                           | 1:0 La Rosa (9.) 2:1 Cavallo (21., Eigentor) 3:1 La Rosa (55.) 4:1 del Solar (58.) 5:1 Hirano (61.) | 1:1 del Solar (14., Eigentor) | Venezuela |
| Peru                                                           | Paz (21.) | | Venezuela |
| 12. Juli 1991 in Santiago de Chile (Estadio Nacional de Chile) | | |           |
| Zuschauer: 3.000                                               | | |           |
| Schiedsrichter: Armando Pérez Hoyos ( Kolumbien)               | | |           |

#### Argentinien – Paraguay 4:1 (1:0)
| Argentinien                                     | Argentinien | Paraguay | Paraguay |
| ----------------------------------------------- | --- | --- | -------- |
| Argentinien                                     | \| 12. Juli 1991 in Concepción (Estadio de Collao) \| \| Zuschauer: 10.000 \| \| Schiedsrichter: Ernesto Filippi ( Uruguay) \| | \| 12. Juli 1991 in Concepción (Estadio de Collao) \| \| Zuschauer: 10.000 \| \| Schiedsrichter: Ernesto Filippi ( Uruguay) \| | Paraguay |
| Argentinien                                     | Sergio Goycochea – Fabián Basualdo 72., Sergio Vázquez, Oscar Ruggeri, Carlos Enrique – Gustavo Zapata, Leonardo Astrada 77., Diego Simeone, Leonardo Rodríguez – Claudio Caniggia, Gabriel Batistuta Reserve Fernando Gamboa 72., Blas Giunta 77. Cheftrainer: Alfio Basile ( Argentinien) | José Chilavert – Silvio Suárez, Catalino Rivarola, Blas Cristaldo, Justo Jacquet – Carlos Guirland, Vidal Sanabria, Felipe Peralta 75., Luis Monzón – Gustavo Neffa, Gabriel González 71. Reserve Miguel Sanabria 71., José Cardozo 75. Cheftrainer: Carlos Kiese ( Paraguay) | Paraguay |
| Argentinien                                     | 1:0 Batistuta (40.) 2:0 Simeone (61.) 3:0 Astrada (70.) 4:1 Caniggia (81.) | 3:1 Cardozo (79.) | Paraguay |
| 12. Juli 1991 in Concepción (Estadio de Collao) | | |          |
| Zuschauer: 10.000                               | | |          |
| Schiedsrichter: Ernesto Filippi ( Uruguay)      | | |          |

#### Argentinien – Peru 3:2 (1:1)
| Argentinien                                                    | Argentinien | Peru | Peru |
| -------------------------------------------------------------- | --- | --- | ---- |
| Argentinien                                                    | \| 14. Juli 1991 in Santiago de Chile (Estadio Nacional de Chile) \| \| Zuschauer: 67.902 \| \| Schiedsrichter: René Ortubé ( Bolivien) \| | \| 14. Juli 1991 in Santiago de Chile (Estadio Nacional de Chile) \| \| Zuschauer: 67.902 \| \| Schiedsrichter: René Ortubé ( Bolivien) \| | Peru |
| Argentinien                                                    | Alejandro Lanari – Ricardo Altamirano, Fernando Gamboa, Néstor Craviotto, Carlos Enrique – Gustavo Zapata, Blas Giunta, Antonio Mohamed, Diego Latorre – Claudio García 72., Ramón Bello 85. Reserve Leonardo Astrada 72., Darío Franco 85. Cheftrainer: Alfio Basile ( Argentinien) | Jesús Purizaga 55. – Ricardo Bravo, José del Solar, Jorge Arteaga, Octavio Vidales – Álvaro Barco, Martín Rodríguez, César Rodríguez, Alfonso Yañez – Jorge Hirano, Eugenio La Rosa 66. Reserve Diosdado Palma 55., Ernesto Aguirre 66. Cheftrainer: Miguel Company ( Peru) | Peru |
| Argentinien                                                    | 1:0 Latorre (3.) 2:1 Craviotto (51.) 3:1 C. García (57.) | 1:1 Yáñez (35., Elfmeter) 3:2 Hirano (65.) | Peru |
| 14. Juli 1991 in Santiago de Chile (Estadio Nacional de Chile) | | |      |
| Zuschauer: 67.902                                              | | |      |
| Schiedsrichter: René Ortubé ( Bolivien)                        | | |      |

#### Chile – Paraguay 4:0 (2:0)
| Chile                                                          | Chile | Paraguay | Paraguay |
| -------------------------------------------------------------- | --- | --- | -------- |
| Chile                                                          | \| 14. Juli 1991 in Santiago de Chile (Estadio Nacional de Chile) \| \| Zuschauer: 67.902 \| \| Schiedsrichter: José Roberto Wright ( Brasilien) \| | \| 14. Juli 1991 in Santiago de Chile (Estadio Nacional de Chile) \| \| Zuschauer: 67.902 \| \| Schiedsrichter: José Roberto Wright ( Brasilien) \| | Paraguay |
| Chile                                                          | Patricio Toledo – Gabriel Mendoza, Lizardo Garrido, Eduardo Vilches, Javier Margas – Miguel Ramírez, Jaime Pizarro 70., Patricio Yáñez, Fabián Estay – Iván Zamorano, Hugo Rubio 77. Reserve Jaime Vera 70., Ivo Basay 77. Cheftrainer: Arturo Salah ( Chile) | José Chilavert – Teófilo Barrios, Catalino Rivarola 16., César Zabala, Silvio Suárez – Carlos Guirland, Vidal Sanabria, Estanislao Struway, Luis Monzón – Gustavo Neffa 68., Gabriel González Reserve Blas Cristaldo 16., José Cardozo 68. Cheftrainer: Carlos Kiese ( Paraguay) | Paraguay |
| Chile                                                          | 1:0 Rubio (12.) 2:0 Zamoran (15.) 3:0 Estay (63.) 4:0 Vera (68.) | | Paraguay |
| Chile                                                          | González (24.) | | Paraguay |
| 14. Juli 1991 in Santiago de Chile (Estadio Nacional de Chile) | | |          |
| Zuschauer: 67.902                                              | | |          |
| Schiedsrichter: José Roberto Wright ( Brasilien)               | | |          |

### Gruppe B

#### Kolumbien – Ecuador 1:0 (1:0)
| Kolumbien                                                   | Kolumbien | Ecuador | Ecuador |
| ----------------------------------------------------------- | --- | --- | ------- |
| Kolumbien                                                   | \| 7. Juli 1991 in Valparaíso (Estadio Elías Figueroa Brander) \| \| Zuschauer: 13.828 \| \| Schiedsrichter: Juan Francisco Escobar ( Paraguay) \| | \| 7. Juli 1991 in Valparaíso (Estadio Elías Figueroa Brander) \| \| Zuschauer: 13.828 \| \| Schiedsrichter: Juan Francisco Escobar ( Paraguay) \| | Ecuador |
| Kolumbien                                                   | René Higuita – Luis Herrera, Luis Perea, Andrés Escobar, Diego Osorio – Leonel Álvarez, Alexis García 45., Freddy Rincón, Carlos Valderrama – Antony de Ávila, Carlos Estrada 71. Reserve Óscar Pareja 45., Albeiro Usuriaga 71. Cheftrainer: Luis Augusto García ( Kolumbien) | Erwin Ramírez – Jimmy Montanero, Byron Tenorio, Luis Capurro, Hólger Quiñónez – Juan Garay, Carlos Muñoz 75., Freddy Bravo, Nixon Carcelén – Álex Aguinaga, Raúl Avilés 45. Reserve Robert Burbano 45., Manuel Uquillas 75. Cheftrainer: Dušan Drašković ( Jugoslawien) | Ecuador |
| Kolumbien                                                   | 1:0 de Ávila (25.) | | Ecuador |
| 7. Juli 1991 in Valparaíso (Estadio Elías Figueroa Brander) | | |         |
| Zuschauer: 13.828                                           | | |         |
| Schiedsrichter: Juan Francisco Escobar ( Paraguay)          | | |         |

#### Uruguay – Bolivien 1:1 (0:1)
| Uruguay                                                     | Uruguay | Bolivien | Bolivien |
| ----------------------------------------------------------- | --- | --- | -------- |
| Uruguay                                                     | \| 7. Juli 1991 in Valparaíso (Estadio Elías Figueroa Brander) \| \| Zuschauer: 13.828 \| \| Schiedsrichter: Carlos Maciel ( Paraguay) \| | \| 7. Juli 1991 in Valparaíso (Estadio Elías Figueroa Brander) \| \| Zuschauer: 13.828 \| \| Schiedsrichter: Carlos Maciel ( Paraguay) \| | Bolivien |
| Uruguay                                                     | Fernando Álvez – Guillermo Sanguinetti, Daniel Revelez, Éber Moas, José Pintos – Héctor Morán, Ramón Castro, Marcelo Fracchia – Peter Méndez, López Báez 70., Víctor López 45. Reserve Edgar Borges 45., William Gutiérrez 70. Cheftrainer: Luis Cubilla ( Uruguay) | Víctor Aragón – Miguel Rimba, Marcos Ferrufino, Marciano Saldías, Sergio Rivero – Carlos Borja, Erwin Sánchez 82., José Melgar, Ramiro Castillo – Marco Etcheverry, Berthy Suárez 82. Reserve Julio Baldivieso 82., Modesto Soruco 82. Cheftrainer: Ramiro Blacut ( Bolivien) | Bolivien |
| Uruguay                                                     | 1:1 Castro (73.) | 0:1 Suárez (16.) | Bolivien |
| 7. Juli 1991 in Valparaíso (Estadio Elías Figueroa Brander) | | |          |
| Zuschauer: 13.828                                           | | |          |
| Schiedsrichter: Carlos Maciel ( Paraguay)                   | | |          |

#### Uruguay – Ecuador 1:1 (0:1)
| Uruguay                                          | Uruguay | Ecuador | Ecuador |
| ------------------------------------------------ | --- | --- | ------- |
| Uruguay                                          | \| 9. Juli 1991 in Viña del Mar (Estadio Sausalito) \| \| Zuschauer: 18.430 \| \| Schiedsrichter: Gastón Castro ( Chile) \|                                                                                            | \| 9. Juli 1991 in Viña del Mar (Estadio Sausalito) \| \| Zuschauer: 18.430 \| \| Schiedsrichter: Gastón Castro ( Chile) \| | Ecuador |
| Uruguay                                          | Fernando Álvez – Guillermo Sanguinetti, Daniel Revelez, Éber Moas, Rubén dos Santos – Héctor Morán, Álvaro Gutiérrez, Ramón Castro, Marcelo Fracchia – Peter Méndez, Edgar Borges Cheftrainer: Luis Cubilla ( Uruguay) | Erwin Ramírez – Jimmy Montanero, Luis Capurro, Byron Tenorio, Hólger Quiñónez – Juan Garay, Nixon Carcelén, Freddy Bravo, Carlos Muñoz 78. – Álex Aguinaga, Raúl Avilés 79. Reserve Robert Burbano 78., José Guerrero 79. Cheftrainer: Dušan Drašković ( Jugoslawien) | Ecuador |
| Uruguay                                          | 1:1 Méndez (49., Elfmeter) | 0:1 Suárez (16.) | Ecuador |
| 9. Juli 1991 in Viña del Mar (Estadio Sausalito) | | |         |
| Zuschauer: 18.430                                | | |         |
| Schiedsrichter: Gastón Castro ( Chile)           | | |         |

#### Brasilien – Bolivien 2:1 (1:0)
| Brasilien                                        | Brasilien | Bolivien | Bolivien |
| ------------------------------------------------ | --- | --- | -------- |
| Brasilien                                        | \| 9. Juli 1991 in Viña del Mar (Estadio Sausalito) \| \| Zuschauer: 18.430 \| \| Schiedsrichter: José Ramírez ( Peru) \| | \| 9. Juli 1991 in Viña del Mar (Estadio Sausalito) \| \| Zuschauer: 18.430 \| \| Schiedsrichter: José Ramírez ( Peru) \| | Bolivien |
| Brasilien                                        | Cláudio Taffarel – Cafu, Wilson Gottardo, Ricardo Rocha, Branco – Mauro Silva, Mazinho, Neto – Renato Gaúcho, Careca Bianchezi 46., João Paulo 63. Reserve Raí 46., Mazinho II 68. Cheftrainer: Paulo Roberto Falcão ( Brasilien) | Víctor Aragón – Miguel Rimba, Eduardo Jiguchi, Marcos Ferrufino, Marciano Saldías – Carlos Borja 60., José Melgar, Ramiro Castillo, Erwin Sánchez – Marco Etcheverry, Berthy Suárez 45. Reserve Álvaro Peña 45., Julio Baldivieso 60. Cheftrainer: Ramiro Blacut ( Bolivien) | Bolivien |
| Brasilien                                        | 1:0 Neto (5., Elfmeter) 2:0 Branco (47.) | 2:1 Sánchez (89., Elfmeter) | Bolivien |
| 9. Juli 1991 in Viña del Mar (Estadio Sausalito) | | |          |
| Zuschauer: 18.430                                | | |          |
| Schiedsrichter: José Ramírez ( Peru)             | | |          |

#### Kolumbien – Bolivien 0:0
| Kolumbien                                         | Kolumbien | Bolivien | Bolivien |
| ------------------------------------------------- | --- | --- | -------- |
| Kolumbien                                         | \| 11. Juli 1991 in Viña del Mar (Estadio Sausalito) \| \| Zuschauer: 19.350 \| \| Schiedsrichter: Francisco Faría ( Venezuela) \| | \| 11. Juli 1991 in Viña del Mar (Estadio Sausalito) \| \| Zuschauer: 19.350 \| \| Schiedsrichter: Francisco Faría ( Venezuela) \| | Bolivien |
| Kolumbien                                         | René Higuita – Luis Herrera, Luis Perea, Andrés Escobar, Diego Osorio – Leonel Álvarez, Bernardo Redín, Freddy Rincón, Carlos Valderrama – Antony de Ávila, Arnoldo Iguarán 73. Reserve Albeiro Usuriaga 73. Cheftrainer: Luis Augusto García ( Kolumbien) | Marco Barrero – Miguel Rimba, Marcos Ferrufino, Eduardo Jiguchi, Marciano Saldías – Julio Baldivieso, José Melgar, Ramiro Castillo 60., Marco Etcheverry – Berthy Suárez, Jaime Moreno 70. Reserve Erwin Sánchez 60., Carlos Borja 70. Cheftrainer: Ramiro Blacut ( Bolivien) | Bolivien |
| 11. Juli 1991 in Viña del Mar (Estadio Sausalito) | | |          |
| Zuschauer: 19.350                                 | | |          |
| Schiedsrichter: Francisco Faría ( Venezuela)      | | |          |

#### Brasilien – Uruguay 1:1 (1:0)
| Brasilien                                          | Brasilien | Uruguay | Uruguay |
| -------------------------------------------------- | --- | --- | ------- |
| Brasilien                                          | \| 11. Juli 1991 in Viña del Mar (Estadio Sausalito) \| \| Zuschauer: 19.350 \| \| Schiedsrichter: Juan Carlos Loustau ( Argentinien) \|                                                                | \| 11. Juli 1991 in Viña del Mar (Estadio Sausalito) \| \| Zuschauer: 19.350 \| \| Schiedsrichter: Juan Carlos Loustau ( Argentinien) \| | Uruguay |
| Brasilien                                          | Cláudio Taffarel – Cafu, Wilson Gottardo, Ricardo Rocha, Branco – Mauro Silva, Mazinho, Neto – Renato Gaúcho, Raí, João Paulo 82. Reserve Mazinho II 82. Cheftrainer: Paulo Roberto Falcão ( Brasilien) | Fernando Álvez – Guillermo Sanguinetti, Daniel Revelez, Éber Moas, Rubén dos Santos – Héctor Morán, Álvaro Gutiérrez, Ramón Castro, Marcelo Fracchia 88. – Peter Méndez, Edgar Borges 46. Reserve Gabriel Cedrés 46., William Gutiérrez 88. Cheftrainer: Luis Cubilla ( Uruguay) | Uruguay |
| Brasilien                                          | 1:0 João Paulo (29.) | 1:1 Méndez (66.) | Uruguay |
| 11. Juli 1991 in Viña del Mar (Estadio Sausalito)  | | |         |
| Zuschauer: 19.350                                  | | |         |
| Schiedsrichter: Juan Carlos Loustau ( Argentinien) | | |         |

#### Ecuador – Bolivien 4:0 (2:0)
| Ecuador                                           | Ecuador | Bolivien | Bolivien |
| ------------------------------------------------- | --- | --- | -------- |
| Ecuador                                           | \| 13. Juli 1991 in Viña del Mar (Estadio Sausalito) \| \| Zuschauer: 17.250 \| \| Schiedsrichter: Gastón Castro ( Chile) \| | \| 13. Juli 1991 in Viña del Mar (Estadio Sausalito) \| \| Zuschauer: 17.250 \| \| Schiedsrichter: Gastón Castro ( Chile) \| | Bolivien |
| Ecuador                                           | Erwin Ramírez – Jimmy Montanero, Byron Tenorio, Luis Capurro, Hólger Quiñónez – Freddy Bravo, Ivo Ron, Carlos Muñoz, Nixon Carcelén 81. – Álex Aguinaga 77., Raúl Avilés Reserve Juan Garay 77., Robert Burbano 81. Cheftrainer: Dušan Drašković ( Jugoslawien) | Marco Barrero – Eduardo Jiguchi, Marcos Ferrufino, Marciano Saldías, José Melgar – Miguel Rimba, Modesto Molina, Carlos Borja, Ramiro Castillo 75. – Marco Etcheverry, Jaime Moreno 46. Reserve Julio Baldivieso 46., José Medrano 75. Cheftrainer: Ramiro Blacut ( Bolivien) | Bolivien |
| Ecuador                                           | 1:0 Aguinaga (32.) 2:0 Avilés (42.) 3:0 Branco (73.) 4:0 Ramírez (80., Elfmeter) | | Bolivien |
| Ecuador                                           | Jiguchi (63.) | | Bolivien |
| Ecuador                                           | Ramírez hielt in der 60. Minute einen Strafstoß von Castillo | | Bolivien |
| 13. Juli 1991 in Viña del Mar (Estadio Sausalito) | | |          |
| Zuschauer: 17.250                                 | | |          |
| Schiedsrichter: Gastón Castro ( Chile)            | | |          |

#### Kolumbien – Brasilien 2:0 (1:0)
| Kolumbien                                         | Kolumbien | Brasilien | Brasilien |
| ------------------------------------------------- | --- | --- | --------- |
| Kolumbien                                         | \| 13. Juli 1991 in Viña del Mar (Estadio Sausalito) \| \| Zuschauer: 17.250 \| \| Schiedsrichter: Carlos Maciel ( Paraguay) \| | \| 13. Juli 1991 in Viña del Mar (Estadio Sausalito) \| \| Zuschauer: 17.250 \| \| Schiedsrichter: Carlos Maciel ( Paraguay) \| | Brasilien |
| Kolumbien                                         | René Higuita – Luis Herrera, Luis Perea, Andrés Escobar, Diego Osorio – Bernardo Redín, Leonel Álvarez, Freddy Rincón 75., Carlos Valderrama – Antony de Ávila, Arnoldo Iguarán Reserve Alexis García 75. Cheftrainer: Luis Augusto García ( Kolumbien) | Cláudio Taffarel – Márcio Bittencourt, Wilson Gottardo, Ricardo Rocha, Branco – Mauro Silva, Mazinho, Neto 46., Raí 46. – Renato Gaúcho, João Paulo Reserve Careca Bianchezi 46., Luís Henrique 46. Cheftrainer: Paulo Roberto Falcão ( Brasilien) | Brasilien |
| Kolumbien                                         | 1:0 de Ávila (35.) 2:0 Iguarán (66.) | | Brasilien |
| 13. Juli 1991 in Viña del Mar (Estadio Sausalito) | | |           |
| Zuschauer: 17.250                                 | | |           |
| Schiedsrichter: Carlos Maciel ( Paraguay)         | | |           |

#### Uruguay – Kolumbien 1:0 (1:0)
| Uruguay                                                      | Uruguay | Kolumbien | Kolumbien |
| ------------------------------------------------------------ | --- | --- | --------- |
| Uruguay                                                      | \| 15. Juli 1991 in Valparaíso (Estadio Elías Figueroa Brander) \| \| Zuschauer: 19.000 \| \| Schiedsrichter: Juan Carlos Loustau ( Argentinien) \| | \| 15. Juli 1991 in Valparaíso (Estadio Elías Figueroa Brander) \| \| Zuschauer: 19.000 \| \| Schiedsrichter: Juan Carlos Loustau ( Argentinien) \| | Kolumbien |
| Uruguay                                                      | Fernando Álvez – Guillermo Sanguinetti, Daniel Revelez, Éber Moas, Rubén dos Santos – Héctor Morán, Álvaro Gutiérrez, Ramón Castro 66., Marcelo Fracchia – Peter Méndez, Gabriel Cedrés 45. Reserve López Báez 45., Daniel Sánchez 66. Cheftrainer: Luis Cubilla ( Uruguay) | René Higuita – Luis Herrera, Luis Perea, Andrés Escobar, Diego Osorio – Eduardo Pimentel, Leonel Álvarez, Freddy Rincón, Carlos Valderrama – Antony de Ávila, Arnoldo Iguarán 78. Reserve Iván Valenciano 78. Cheftrainer: Luis Augusto García ( Kolumbien) | Kolumbien |
| Uruguay                                                      | 1:0 Méndez (19.) | | Kolumbien |
| Uruguay                                                      | Gutiérrez (40.) | de Ávila (84.) | Kolumbien |
| 15. Juli 1991 in Valparaíso (Estadio Elías Figueroa Brander) | | |           |
| Zuschauer: 19.000                                            | | |           |
| Schiedsrichter: Juan Carlos Loustau ( Argentinien)           | | |           |

#### Brasilien – Ecuador 3:1 (1:1)
| Brasilien                                                    | Brasilien | Ecuador | Ecuador |
| ------------------------------------------------------------ | --- | --- | ------- |
| Brasilien                                                    | \| 15. Juli 1991 in Valparaíso (Estadio Elías Figueroa Brander) \| \| Zuschauer: 19.000 \| \| Schiedsrichter: Juan Francisco Escobar ( Paraguay) \|                                                                                              | \| 15. Juli 1991 in Valparaíso (Estadio Elías Figueroa Brander) \| \| Zuschauer: 19.000 \| \| Schiedsrichter: Juan Francisco Escobar ( Paraguay) \| | Ecuador |
| Brasilien                                                    | Cláudio Taffarel – Mazinho, Márcio Bittencourt, Ricardo Rocha, Branco – Mauro Silva, Márcio Santos, Neto 65., Sílvio 72. – Mazinho II, João Paulo Reserve Careca Bianchezi 65., Luís Henrique 72. Cheftrainer: Paulo Roberto Falcão ( Brasilien) | Erwin Ramírez – Jimmy Montanero, Byron Tenorio, Luis Capurro, Hólger Quiñónez – Freddy Bravo, Nixon Carcelén 65., Ivo Ron 65., Carlos Muñoz – Álex Aguinaga, Raúl Avilés Reserve Juan Garay 65., Robert Burbano 65. Cheftrainer: Dušan Drašković ( Jugoslawien) | Ecuador |
| Brasilien                                                    | 1:0 Mazinho II (8.) 2:1 Marcio Santos (54.) 3:1 Luiz Henrique (89.) | 1:1 Muñoz (12.) | Ecuador |
| Brasilien                                                    | Mazinho II | | Ecuador |
| 15. Juli 1991 in Valparaíso (Estadio Elías Figueroa Brander) | | |         |
| Zuschauer: 19.000                                            | | |         |
| Schiedsrichter: Juan Francisco Escobar ( Paraguay)           | | |         |

## Finalrunde

### Argentinien – Brasilien 3:2 (2:1)
| Argentinien                                                    | Argentinien | Brasilien | Brasilien |
| -------------------------------------------------------------- | --- | --- | --------- |
| Argentinien                                                    | \| 17. Juli 1991 in Santiago de Chile (Estadio Nacional de Chile) \| \| Zuschauer: 44.000 \| \| Schiedsrichter: Carlos Maciel ( Paraguay) \| | \| 17. Juli 1991 in Santiago de Chile (Estadio Nacional de Chile) \| \| Zuschauer: 44.000 \| \| Schiedsrichter: Carlos Maciel ( Paraguay) \| | Brasilien |
| Argentinien                                                    | Sergio Goycochea – Fabián Basualdo, Sergio Vázquez, Oscar Ruggeri, Carlos Enrique – Leonardo Astrada, Darío Franco, Diego Simeone, Leonardo Rodríguez 82. – Gabriel Batistuta, Claudio Caniggia Reserve Blas Giunta 82. Cheftrainer: Alfio Basile ( Argentinien) | Cláudio Taffarel – Mazinho, Márcio Bittencourt, Ricardo Rocha, Branco – Mauro Silva, Márcio Santos, Neto – Sílvio 45., Luís Henrique, João Paulo 78. Reserve Renato Gaúcho 45., Careca Bianchezi 78. Cheftrainer: Paulo Roberto Falcão ( Brasilien) | Brasilien |
| Argentinien                                                    | 1:0 Franco (1.) 2:1 Franco (39.) 3:1 Batistuta (46.) | 1:1 João Paulo (5.) 3:2 João Paulo (52.) | Brasilien |
| Argentinien                                                    | Caniggia (31.), Enrique (61.) | Mazinho (31.), Marcio Santos (61.), Careca (80.) | Brasilien |
| 17. Juli 1991 in Santiago de Chile (Estadio Nacional de Chile) | | |           |
| Zuschauer: 44.000                                              | | |           |
| Schiedsrichter: Carlos Maciel ( Paraguay)                      | | |           |

### Chile – Kolumbien 1:1 (0:1)
| Chile                                                          | Chile | Kolumbien | Kolumbien |
| -------------------------------------------------------------- | --- | --- | --------- |
| Chile                                                          | \| 17. Juli 1991 in Santiago de Chile (Estadio Nacional de Chile) \| \| Zuschauer: 44.000 \| \| Schiedsrichter: Ernesto Filippi ( Uruguay) \| | \| 17. Juli 1991 in Santiago de Chile (Estadio Nacional de Chile) \| \| Zuschauer: 44.000 \| \| Schiedsrichter: Ernesto Filippi ( Uruguay) \| | Kolumbien |
| Chile                                                          | Patricio Toledo – Gabriel Mendoza, Lizardo Garrido, Eduardo Vilches, Javier Margas – Miguel Ramírez, Jaime Pizarro 75., Fabián Estay, Patricio Yáñez – Iván Zamorano, Hugo Rubio 62. Reserve Jorge Contreras 62., Jaime Vera 75. Cheftrainer: Arturo Salah ( Chile) | René Higuita – Luis Herrera 55., Luis Perea, Andrés Escobar, Diego Osorio – Eduardo Pimentel, Leonel Álvarez, Freddy Rincón, Carlos Valderrama – Albeiro Usuriaga, Arnoldo Iguarán 57. Reserve Wílmer Cabrera 57., Iván Valenciano 57. Cheftrainer: Luis Augusto García ( Kolumbien) | Kolumbien |
| Chile                                                          | 1:1 Zamorano (74.) | 0:1 Iguarán (37.) | Kolumbien |
| 17. Juli 1991 in Santiago de Chile (Estadio Nacional de Chile) | | |           |
| Zuschauer: 44.000                                              | | |           |
| Schiedsrichter: Ernesto Filippi ( Uruguay)                     | | |           |

### Argentinien – Chile 0:0
| Argentinien                                                    | Argentinien | Chile | Chile |
| -------------------------------------------------------------- | --- | --- | ----- |
| Argentinien                                                    | \| 19. Juli 1991 in Santiago de Chile (Estadio Nacional de Chile) \| \| Zuschauer: 37.612 \| \| Schiedsrichter: Ernesto Filippi ( Uruguay) \| | \| 19. Juli 1991 in Santiago de Chile (Estadio Nacional de Chile) \| \| Zuschauer: 37.612 \| \| Schiedsrichter: Ernesto Filippi ( Uruguay) \| | Chile |
| Argentinien                                                    | Sergio Goycochea – Fabián Basualdo, Oscar Ruggeri, Sergio Vázquez, Ricardo Altamirano – Leonardo Astrada, Darío Franco, Diego Simeone, Leonardo Rodríguez 85. – Gabriel Batistuta, Ramón Bello Reserve Blas Giunta 85. Cheftrainer: Alfio Basile ( Argentinien) | Patricio Toledo – Rubén Espinoza 77., Lizardo Garrido, Eduardo Vilches, Javier Margas – Miguel Ramírez, Jaime Pizarro, Fabián Estay 67., Patricio Yáñez – Iván Zamorano, Hugo Rubio Reserve Jorge Contreras 67., Ivo Basay 77. Cheftrainer: Arturo Salah ( Chile) | Chile |
| Argentinien                                                    | Yáñez (41.) | | Chile |
| 19. Juli 1991 in Santiago de Chile (Estadio Nacional de Chile) | | |       |
| Zuschauer: 37.612                                              | | |       |
| Schiedsrichter: Ernesto Filippi ( Uruguay)                     | | |       |

### Brasilien – Kolumbien 2:0 (1:0)
| Brasilien                                                      | Brasilien | Kolumbien | Kolumbien |
| -------------------------------------------------------------- | --- | --- | --------- |
| Brasilien                                                      | \| 19. Juli 1991 in Santiago de Chile (Estadio Nacional de Chile) \| \| Zuschauer: 37.612 \| \| Schiedsrichter: José Ramírez ( Peru) \|                                                            | \| 19. Juli 1991 in Santiago de Chile (Estadio Nacional de Chile) \| \| Zuschauer: 37.612 \| \| Schiedsrichter: José Ramírez ( Peru) \|                                                                                        | Kolumbien |
| Brasilien                                                      | Cláudio Taffarel – Cafu, Márcio Santos, Ricardo Rocha, Branco – Mauro Silva, Valdir Benedito, Mazinho II – Renato Gaúcho, Luís Henrique, João Paulo Cheftrainer: Paulo Roberto Falcão ( Brasilien) | René Higuita – Wílmer Cabrera, Luis Perea, Andrés Escobar, Diego Osorio – Eduardo Pimentel, Leonel Álvarez, Freddy Rincón, Carlos Valderrama – Albeiro Usuriaga, Antony de Ávila Cheftrainer: Luis Augusto García ( Kolumbien) | Kolumbien |
| Brasilien                                                      | 1:0 Renato Gaúcho (29.) 2:0 Branco (76., Elfmeter) | | Kolumbien |
| 19. Juli 1991 in Santiago de Chile (Estadio Nacional de Chile) | | |           |
| Zuschauer: 37.612                                              | | |           |
| Schiedsrichter: José Ramírez ( Peru)                           | | |           |

### Brasilien – Chile 2:0 (1:0)
| Brasilien                                                      | Brasilien | Chile | Chile |
| -------------------------------------------------------------- | --- | --- | ----- |
| Brasilien                                                      | \| 21. Juli 1991 in Santiago de Chile (Estadio Nacional de Chile) \| \| Zuschauer: 45.104 \| \| Schiedsrichter: Juan Carlos Loustau ( Argentinien) \|                                                                                    | \| 21. Juli 1991 in Santiago de Chile (Estadio Nacional de Chile) \| \| Zuschauer: 45.104 \| \| Schiedsrichter: Juan Carlos Loustau ( Argentinien) \| | Chile |
| Brasilien                                                      | Cláudio Taffarel – Cafu, Ricardo Rocha, Márcio Santos, Branco – Mauro Silva, Mazinho, Mazinho II, Luís Henrique 83. – Renato Gaúcho 68., João Paulo Reserve Valdir Benedito 68., Neto 83. Cheftrainer: Paulo Roberto Falcão ( Brasilien) | Patricio Toledo – Gabriel Mendoza, Lizardo Garrido, Eduardo Vilches, Javier Margas – Miguel Ramírez 70., Jaime Pizarro, Fabián Estay 45., Jorge Contreras – Iván Zamorano, Hugo Rubio Reserve Jaime Vera 45., Ivo Basay 70. Cheftrainer: Arturo Salah ( Chile) | Chile |
| Brasilien                                                      | 1:0 Mazinho II (8.) 2:0 Luiz Henrique (55.) | | Chile |
| Brasilien                                                      | Branco (69.) | | Chile |
| 21. Juli 1991 in Santiago de Chile (Estadio Nacional de Chile) | | |       |
| Zuschauer: 45.104                                              | | |       |
| Schiedsrichter: Juan Carlos Loustau ( Argentinien)             | | |       |

### Argentinien – Kolumbien 2:1 (1:0)
| Argentinien                                                    | Argentinien | Kolumbien | Kolumbien |
| -------------------------------------------------------------- | --- | --- | --------- |
| Argentinien                                                    | \| 21. Juli 1991 in Santiago de Chile (Estadio Nacional de Chile) \| \| Zuschauer: 45.104 \| \| Schiedsrichter: Juan Francisco Escobar ( Paraguay) \| | \| 21. Juli 1991 in Santiago de Chile (Estadio Nacional de Chile) \| \| Zuschauer: 45.104 \| \| Schiedsrichter: Juan Francisco Escobar ( Paraguay) \| | Kolumbien |
| Argentinien                                                    | Sergio Goycochea – Fabián Basualdo, Sergio Vázquez, Oscar Ruggeri, Ricardo Altamirano – Diego Simeone, Darío Franco, Leonardo Astrada, Leonardo Rodríguez 82. – Claudio Caniggia, Gabriel Batistuta Reserve Blas Giunta 77. Cheftrainer: Alfio Basile ( Argentinien) | René Higuita – Wílmer Cabrera, Luis Perea, Andrés Escobar, Diego Osorio – Leonel Álvarez, Eduardo Pimentel, Freddy Rincón 45., Carlos Valderrama – Antony de Ávila, Albeiro Usuriaga 45. Reserve Bernardo Redín 45., Iván Valenciano 45. Cheftrainer: Luis Augusto García ( Kolumbien) | Kolumbien |
| Argentinien                                                    | 1:0 Simeone (11.) 2:0 Batistuta (19.) | 2:1 de Ávila (70.) | Kolumbien |
| 21. Juli 1991 in Santiago de Chile (Estadio Nacional de Chile) | | |           |
| Zuschauer: 45.104                                              | | |           |
| Schiedsrichter: Juan Francisco Escobar ( Paraguay)             | | |           |